# 益光县
益光县，中国古县名。
五代后唐同光三年（925年），改益昌县置，治所在今四川省广元市西南昭化镇。属利州。北宋初年，复改益昌县。 